# Taksim Gezi Park-urolighederne 2013
 Taksim Gezi Park-urolighederne eller Taksim Gezi demonstrationerne 2013 er betegnelsen for en række gentagne folkelige uroligheder i de største byer i Tyrkiet der startede den 28. maj 2013. Protesterne begyndte i Istanbul ledet af en gruppe miljøforkæmpere, der ønskede at forhindre den centrale park, Taksim Gezi Park, i at blive erstattet af en rekonstruktion af den historiske Taksim Kaserne (nedrevet i 1940), som skal huse et indkøbscenter. Protesterne udviklede sig til optøjer, da en gruppe, som havde besat parken, blev angrebet af politiet. Selv om protesterne var rettet mod opførelsen af et indkøbscenter, er de blevet en generel protest mod den siddende regering. Protesterne har siden bredt sig til flere tyrkiske byer og til andre lande, der har en betydelig tyrkisk minoritet.
Demonstrationerne tog til på Taksimpladsen i Istanbul og gader i Ankara samt flere byer, herunder İzmir, Samsun, Isparta, Adana, Eskişehir, Antalya, Diyarbakir og Rize. Sidstnævnte er premierminister Erdoğans hjemby.